# Второе правительство Франсиско Франко
Второе правительство Франсиско Франко — правительство Испании, существовавшее во время диктатуры Франсиско Франко с 9 августа 1939 по 20 мая 1941 год.

## История
По окончании гражданской войны в Испании и работы первого правительства, 8 августа 1939 каудильо Франсиско Франко подписал Закон о реорганизации Центрального государственного управления, согласно которому структура нового правительства видоизменяется.
Во-первых, должность заместителя Председателя правительства упраздняется, а все государственные учреждения, ранее находившиеся под главенством заместителя председателя, переходят под управление Франко. Исключением являлось Главное управление по делам Марокко и колоний, которое оказалось под юрисдикцией Министерства Иностранных Дел.
Во-вторых, был сформирован «Совет Национальной Обороны», в который входили министерства армии, авиации и МВФ. Главенство Советом передавалось Верховному Генштабу, начальником которого 9 августа стал Хуан Вигон Суэро-Диас.

## Структура
Во главе правительства стоит председатель, которым был Франсиско Франко. Для более эффективного управления вторыми по главенству в правительстве были Секретарь совета министров под началом Хосе Ибаньеса Мартина и Заместитель секретаря совета министров под началом сначала Валентина Галарса Моранте, а позже и Луиса Карреро Бланко, который будет в этой должности до назначения Председателем правительства в 1973 году.
В управлениями министерствами стояло 13 министров во главе с Генеральным министром-секретарём Испанской Традиционалистской Фаланги СНСН. Тем не менее, Генеральный министр-секретарь отвечал за 10 министерств, так как министерства армии, авиации и МВФ находились под юрисдикцией Совета Национальной Обороны под главенством Верховного Генштаба под началом Хуана Вигона.
| Второе правительство (9 августа 1939 – 20 мая 1941) | Второе правительство (9 августа 1939 – 20 мая 1941) | Второе правительство (9 августа 1939 – 20 мая 1941) | Второе правительство (9 августа 1939 – 20 мая 1941) | Второе правительство (9 августа 1939 – 20 мая 1941) |
| №                                                   | Должность                                           | ФИО                                                 | Годы                                                | Изображение                                         |
|                                                     | Председатель                                        | Франсиско Франко                                    | 1939–1941                                           |                                                     |
| --------------------------------------------------- | --------------------------------------------------- | --------------------------------------------------- | --------------------------------------------------- | --------------------------------------------------- |
|                                                     | Секретарь совета министров                          | Хосе Ибаньес Мартин                                 | 1939–1941                                           |                                                     |
| 1                                                   | Заместитель секретаря совета министров              | Валентин Галарса Моранте                            | 9 августа 1939 – 5 мая 1941                         |                                                     |
| 2                                                   | Заместитель секретаря совета министров              | Луис Карреро Бланко                                 | 5 мая – 20 мая 1941                                 |                                                     |
| 1                                                   | Начальник Верховного Генштаба                       | Хуан Вигон Суэро-Диас                               | 9 августа 1939 – 27 июня 1940                       |                                                     |
| 2                                                   | Начальник Верховного Генштаба                       | Франсиско Мартин-Морено                             | 9 августа 1939 – 23 апреля 1941                     |                                                     |
| Министры                                            |                                                     |                                                     |                                                     |                                                     |
| 1                                                   | Генеральный министр-секретарь ИТФ СНСН              | Агустин Муньос Грандес                              | 9 августа 1939 – 19 мая 1941                        |                                                     |
| 2                                                   | Генеральный министр-секретарь ИТФ СНСН              | Хосе Луис Аррезе                                    | 19 – 20 мая 1941                                    |                                                     |
| 3                                                   | Министр иностранных дел                             | Хуан Луис Бейгбедер                                 | 9 августа 1939 – 16 октября 1940                    |                                                     |
| 4                                                   | Министр иностранных дел                             | Рамон Серрано Суньер                                | 16 октября 1940 – 20 мая 1941                       |                                                     |
| 5                                                   | Министр юстиции                                     | Эстебан де Бильбао Эгиа                             | 1939–1941                                           |                                                     |
| 6                                                   | Министр армии                                       | Хосе Энрике Варела                                  | 1939–1941                                           |                                                     |
| 7                                                   | Министр ВМФ                                         | Сальвадор Морено Фернандес                          | 1939–1941                                           |                                                     |
| 8                                                   | Министр авиации                                     | Хуан Ягуэ Бланко                                    | 9 августа 1939 – 27 июня 1940                       |                                                     |
| 9                                                   | Министр авиации                                     | Хуан Вигон Суэро-Диас                               | 27 июня 1940 – 20 мая 1941                          |                                                     |
| 10                                                  | Министр финансов                                    | Хосе Ларрас Лопес                                   | 1939–1941                                           |                                                     |
| 11                                                  | Министр внутренних дел                              | Рамон Серрано Суньер                                | 9 августа 1939 – 5 мая 1941                         |                                                     |
| 12                                                  | Министр внутренних дел                              | Валентин Галарса Моранте                            | 5 мая – 20 мая 1941                                 |                                                     |
| 13                                                  | Министр общественных работ                          | Альфонсо Пенья Бёф                                  | 1939–1941                                           |                                                     |
| 14                                                  | Министр национального образования                   | Хосе Ибаньес Мартин                                 | 1939–1941                                           |                                                     |
| 15                                                  | Министр промышленности и торговли                   | Луис Аларкон де ла Ластра                           | 9 августа 1939 – 16 октября 1940                    |                                                     |
| 16                                                  | Министр промышленности и торговли                   | Деметрио Карселлер Сегура                           | 16 октября 1940 – 20 мая 1941                       |                                                     |
| 17                                                  | Министр сельского хозяйства                         | Хоакин Бенхумеа Бурин                               | 1939–1941                                           |                                                     |
| 18                                                  | Министр без портфеля                                | Педро Гамеро дель Кастильо                          | 9 августа 1939 – 19 мая 1941                        |                                                     |
| 19                                                  | Министр без портфеля                                | Рафаэль Санчес Масас                                | 9 августа 1939 – 15 августа 1940                    |                                                     |